# 鳥谷部俊一
鳥谷部 俊一（とりやべ しゅんいち）は、日本の医師。専門は内科。1996年に褥創（床ずれ）に対する「開放性湿潤療法」を考案し普及に努める。当初は「ラップ療法」と呼ばれ安価なサランラップを用いたが、2005年には水切り袋とオムツを併用したものへと改良し、その後、医療用品としても完成した。
創傷・熱傷の湿潤療法は形成外科医である夏井睦医師によりほぼ同時期に開始され、鳥谷部とは友人である。

## 人物
褥瘡治療に「食品用ラップ」を用いた治療を創始した。開放性ウェットドレッシング療法、Open Wet-dressing Therapy(OWT)として、自著『褥創治療の常識非常識』で提唱した。
1996年に、創傷被覆材の研究会に参加した看護師がサンプルをもらってきて、試したいというので許可すると、床ずれが治ってくるのが分かったが、1日5000円もするため継続できず、替わりに食用品ラップを使ったらうまくいった。本人のサイトによると、最初の症例は「いろいろ考えた末（中略)思い切って」ラップを使用してみたとのことである。交換の際再び傷口を作ってしまうガーゼを使用せず、消毒もしないことがポイントとなる。それまではいずれ床ずれが悪化し死亡退院することが多かったが、3か月程度で治るようになったという。
2001年にはホームページを立ち上げて情報を直接発信し、10年あまりで全国に普及した。2005年には水切り袋とオムツを用いた「床ずれパッド」を開発、従来のラップ療法と比べてかぶれや臭いなどが改善された。その後、メーカーと「床ずれパッド」の商品化を目指した結果モイスキンパッドが誕生した。

### 開発に関与した被覆材
- 「モイスキンパッド」[4]

## 略歴
- 1979年 東北大学医学部卒業。
- 1996年  鹿島台町国民健康保険病院に勤務中，褥創の「ラップ療法」を考案。
- 1997年　第36回全国自治体病院学会（山形市）で発表。
- 2001年　ウェブサイト「褥瘡のラップ療法」を開設
- 2004年-2009年　相澤病院（長野県）褥創治療センター
- 2005年　開放性湿潤療法(open wet-dressing therapy; OpWT)を提唱
- 2011年 4月　大崎市民病院 鹿島台分院

## 著書
- 『褥創治療の常識非常識―ラップ療法から開放ウエットドレッシングまで』三輪書店、2005年。ISBN 978-4895902342。
- 『これでわかった！褥瘡のラップ療法』三輪書店、2007年。ISBN 978-4895902632。
- 共著『知っていると楽になる高齢者の介護30』、NHK出版、2010年。ISBN 978-4140112946。

DVD
- 『実践！Dr.鳥谷部のHow to ラップ療法』ケアネット2004年。
- 『褥瘡治療最前線！Dr.鳥谷部の超ラップ療法』ケアネット、2007年。